# Absalom Harris Chappell
Absalom Harris Chappell (* 18. Dezember 1801 in Mount Zion, Hancock County, Georgia; † 11. Dezember 1878 in Columbus, Georgia) war ein US-amerikanischer Politiker. Zwischen 1843 und 1845 vertrat er den Bundesstaat Georgia im US-Repräsentantenhaus.

## Werdegang
Absalom Chappell besuchte die Grundschule in seinem Heimatort Mount Zion. Nach einem anschließenden Jurastudium an der University of Georgia in Athens und seiner im Jahr 1821 erfolgten Zulassung als Rechtsanwalt begann er in Sandersville in seinem neuen Beruf zu arbeiten. Im Jahr 1824 zog er nach Forsyth, wo er ebenfalls als Anwalt praktizierte.
In den 1830er Jahren begann Chappell eine politische Laufbahn. 1832 und 1833 gehörte er dem Senat von Georgia an. Danach war er von 1834 bis 1839 Abgeordneter im Repräsentantenhaus des Staates. Damals wurde Chappell Mitglied der Whig Party. Im Jahr 1836 verlegte er seinen Wohnsitz und seine Anwaltskanzlei nach Macon. In dieser Zeit unterstützte Chappell den Bau einer Eisenbahn in seiner Heimat (Monroe Railroad). 1839 gehörte er einer Kommission zur Neugliederung des Finanzwesens des Staates Georgia an.
Nach dem Rücktritt des Kongressabgeordneten  John Basil Lamar wurde Chappell bei der fälligen Nachwahl für den siebten Sitz von Georgia als dessen Nachfolger in das US-Repräsentantenhaus in Washington, D.C. gewählt. Dort trat er am 2. Oktober 1843 sein neues Mandat an. Da er bei den regulären Kongresswahlen des Jahres 1844 nicht mehr kandidierte, konnte er bis zum 3. März 1845 nur die laufende Legislaturperiode im Kongress beenden. Diese war von den Diskussionen um eine mögliche Annexion der seit 1836 von Mexiko unabhängigen Republik Texas überschattet.
1845 war Chappell Mitglied und Präsident des Senats von Georgia. In den folgenden Jahren arbeitete er wieder als Rechtsanwalt. Seit 1857 lebte er in Columbus; dort befasste er sich mit literarischen Angelegenheiten. Nach der Auflösung der Whigs wurde Absalom Chappell Mitglied der Demokratischen Partei. In den Jahren 1865 und 1877 war er Delegierter auf Versammlungen zur Überarbeitung der Staatsverfassung von Georgia. 1867 nahm er auch an einer Versammlung der konservativen Kräfte in Georgia (Conservative Convention) teil. Er starb am 11. Dezember 1878 in Columbus.
Absalom Chappell war mit Loretta Rebecca Lamar verheiratet, die eine Schwester von Mirabeau B. Lamar, dem zweiten Präsidenten der Republik Texas, war. Das Paar hatte fünf Kinder, die das Erwachsenenalter erreichten. Sein Sohn J. Harris Chappel war der erste Präsident des Georgia Normal & Industrial College for Women in Milledgeville. Sein Sohn L. H. Chappell wiederum bekleidete für insgesamt 12 Jahre das Amt des Bürgermeisters von Columbus. Sein Sohn Thomas J. Chappell praktizierte als Rechtsanwalt und saß wie sein Vater in der Georgia General Assembly.